# NGC 1487
NGC 1487 ist eine verschmelzende Spiralgalaxie vom Hubble-Typ Sm im Sternbild Eridanus am Südsternhimmel. Sie ist schätzungsweise 31 Millionen Lichtjahre von der Milchstraße entfernt und hat einen Durchmesser von etwa 30.000 Lichtjahren. Gemeinsam mit NGC 1510 und NGC 1512 bildet sie die kleine NGC 1512-Gruppe.
Das Objekt wurde am 29. Oktober 1826 vom schottischen Astronomen James Dunlop entdeckt.